# Hirina
Hirina (łac. Diocesis Hirinensis) – stolica historycznej diecezji w Cesarstwie rzymskim w prowincji Byzacena, współcześnie w Tunezji. Obecnie katolickie biskupstwo tytularne.

## Biskupi tytularni
| Lp. | Biskup                        | Funkcja                                                | Od                | Do                |
| --- | ----------------------------- | ------------------------------------------------------ | ----------------- | ----------------- |
| 1   | Giuseppe Isidoro Persico      | –                                                      | 20 marca 1726     | 18 czerwca 1731   |
| 2   | Aleksander Kazimierz Horain   | biskup pomocniczy żmudzki                              | 24 września 1731  | 24 lipca 1774     |
| 3   | Wojciech Radoszewski          | biskup pomocniczy krakowski                            | 23 kwietnia 1787  | 6 czerwca 1796    |
| 4   | Joannes Paredis               | wikariusz apostolski Limburga (Niderlandy)             | 24 listopada 1840 | 4 marca 1853      |
| 5   | Raffaele di Nonno             | biskup koadiutor Termoli (Włochy)                      | 9 sierpnia 1883   | 12 lutego 1889    |
| 6   | James Charles McDonald        | biskup koadiutor Charlottetown (Kanada)                | 13 czerwca 1890   | 1 maja 1891       |
| 7   | Emmanuel Sagrada              | wikariusz apostolski Wschodniej Birmy                  | 18 maja 1908      | 10 lutego 1939    |
| 8   | Thomas Aloysius Boland        | biskup pomocniczy Newark (USA)                         | 21 maja 1940      | 21 czerwca 1947   |
| 9   | Emile-Joseph Socquet          | wikariusz apostolski Wagadugu (Francuska Górna Wolta)  | 8 stycznia 1948   | 14 września 1955  |
| 10  | Mario Di Lieto                | biskup pomocniczy Ascoli Satriano i Cerignoli (Włochy) | 11 sierpnia 1956  | 21 listopada 1957 |
| 11  | Reginald Delargey             | biskup pomocniczy Auckland (Nowa Zelandia)             | 25 listopada 1957 | 1 września 1970   |
| 12  | Ugo Camozzo                   | emerytowany arcybiskup Pizy (Włochy)                   | 22 września 1970  | 7 lipca 1977      |
| 13  | Florian Kuntner               | biskup pomocniczy Wiednia (Austria)                    | 30 września 1977  | 30 marca 1994     |
| 14  | Fernando Bargalló             | biskup pomocniczy Morón (Argentyna)                    | 27 kwietnia 1994  | 13 maja 1997      |
| 15  | Gilberto Fernández del Villar | biskup pomocniczy Miami (USA)                          | 23 czerwca 1997   | 30 września 2011  |
| 16  | George Sheltz                 | biskup pomocniczy Galveston-Houston (USA)              | 21 lutego 2012    | 21 grudnia 2021   |
| 17  | Frank Schuster                | biskup pomocniczy Seattle (USA)                        | 8 marca 2022      |                   |